# 亚历山德罗·弗兰泽蒂
亚历山德罗·弗兰泽蒂（義大利語：Alessandro Franzetti，1991年5月16日—），意大利男子赛艇运动员。他曾代表意大利参加2008年夏季残疾人奥林匹克运动会赛艇比赛，获得混合四人单桨有舵手金牌。